# Zatoki (województwo pomorskie)
Zatoki – osada w Polsce położona w województwie pomorskim, w powiecie bytowskim, w gminie Kołczygłowy.
Osada położona na obszarze Puszczy Słupskiej w Parku Krajobrazowym Dolina Słupi.
W latach 1975–1998 miejscowość administracyjnie należała do województwa słupskiego.